# Operacja Mojżesz

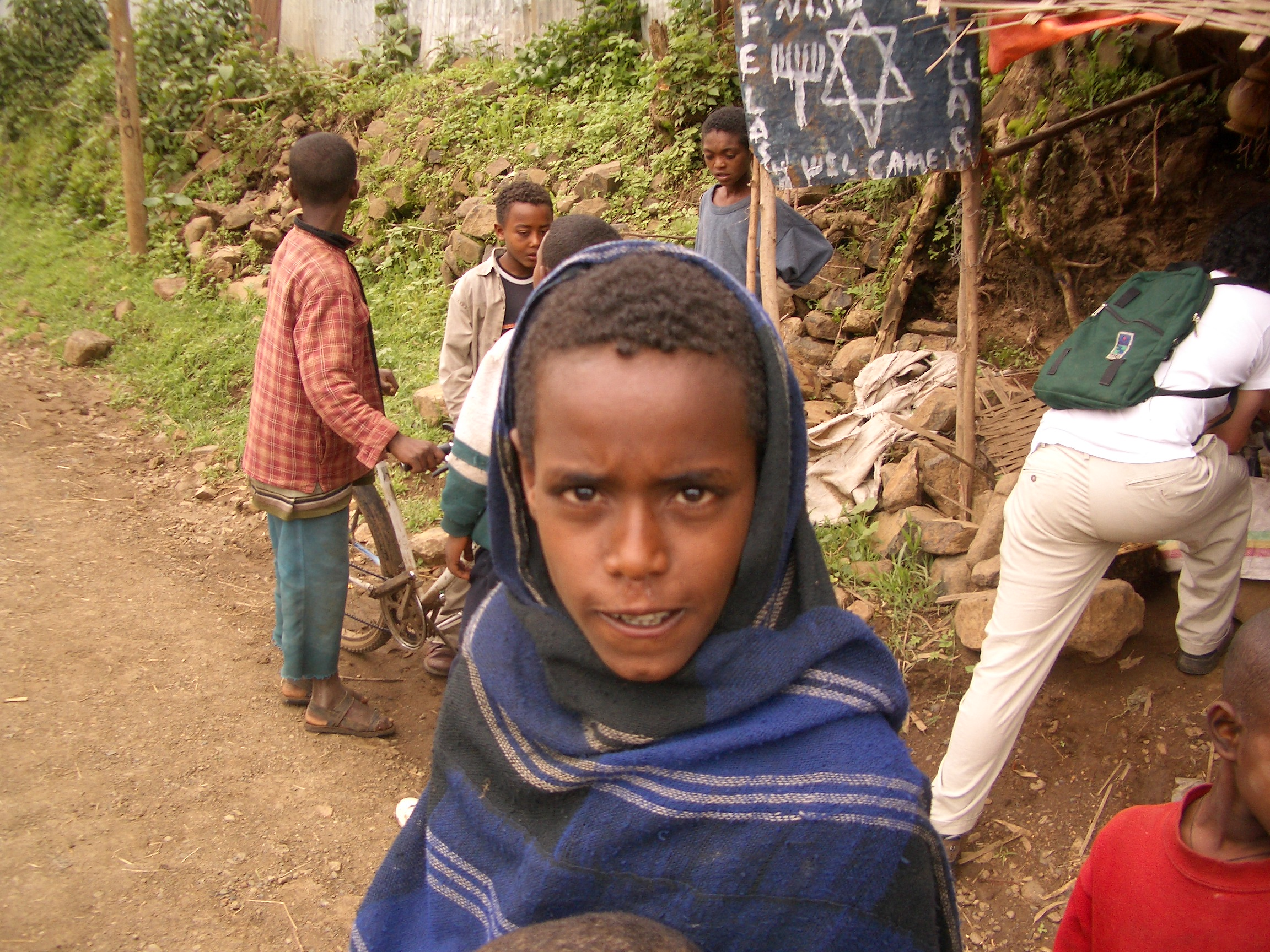
Dziecko z plemienia etiopskich Żydów Felash Mura, oczekujące na emigrację do Izraela.

Operacja Mojżesz (hebr. מבצע משה, Miwca Mosze), nazwana imieniem biblijnej postaci, Mojżesza, była tajną akcją przewiezienia etiopskich Żydów (znanych jako Beta Israel lub Felaszowie) z Sudanu do Izraela w czasie klęski głodu w 1984 roku. Operacja ta odbyła się we współpracy Sił Obrony Izraela (Cahal), CIA, ambasady USA w Chartumie oraz sudańskich służb bezpieczeństwa.
Operacja Mojżesz rozpoczęła się 21 listopada 1984 roku, transportem lotniczym 8 tys. etiopskich Żydów z Sudanu bezpośrednio do Izraela, a zakończyła się 5 stycznia 1985 roku. W tym czasie tysiące członków Beta Israel przeszło pieszo drogę z Etiopii do obozów uchodźców w Sudanie. Ocenia się, iż w czasie drogi z głodu, chorób i osłabienia zmarło ok. 4 tys. czarnoskórych Żydów. Sudan w tajemnicy (w zamian za pomoc gospodarczą) zezwolił rządowi izraelskiemu na ewakuację Felaszy. Kiedy jednak akcja została opisana przez media, kraje arabskie zaczęły wywierać naciski na Sudan, aby zakończył pomoc udzielaną Izraelowi. Z tego powodu ok. tysiąca etiopskich Żydów zostało w Sudanie. Większość z nich została ewakuowana w czasie późniejszej amerykańskiej operacji Jozue. Ponad tysiąc „sierot” przebywało w Izraelu - były to dzieci, których rodziny pozostawały wciąż w Afryce. Rodziców i ich potomstwo połączyła w większości kolejna akcja, o kryptonimie operacja Salomon.
Operacja Mojżesz stała się kanwą izraelsko-francuskiego filmu Żyj i stań się (fr. Va, Vis et Deviens), w reżyserii Radu Mihăileanu. Opisuje on historię etiopskiego chrześcijańskiego dziecka, które zostało wysłane przez swą matkę do Izraela. Miało to mu zapewnić lepsze życie w nowej ojczyźnie. Dziecko dorastało w strachu, bojąc się, że wyda się fakt, że nie jest ono Żydem. Film otrzymał nagrodę w 2005 r. za najlepszy obraz na Międzynarodowym Festiwalu Filmowym w Kopenhadze.